# Allograpta calopus
Allograpta calopus är en tvåvingeart som först beskrevs av Friedrich Hermann Loew 1858.  Allograpta calopus ingår i släktet Allograpta och familjen blomflugor. Inga underarter finns listade i Catalogue of Life.